# Dalton (cratera)

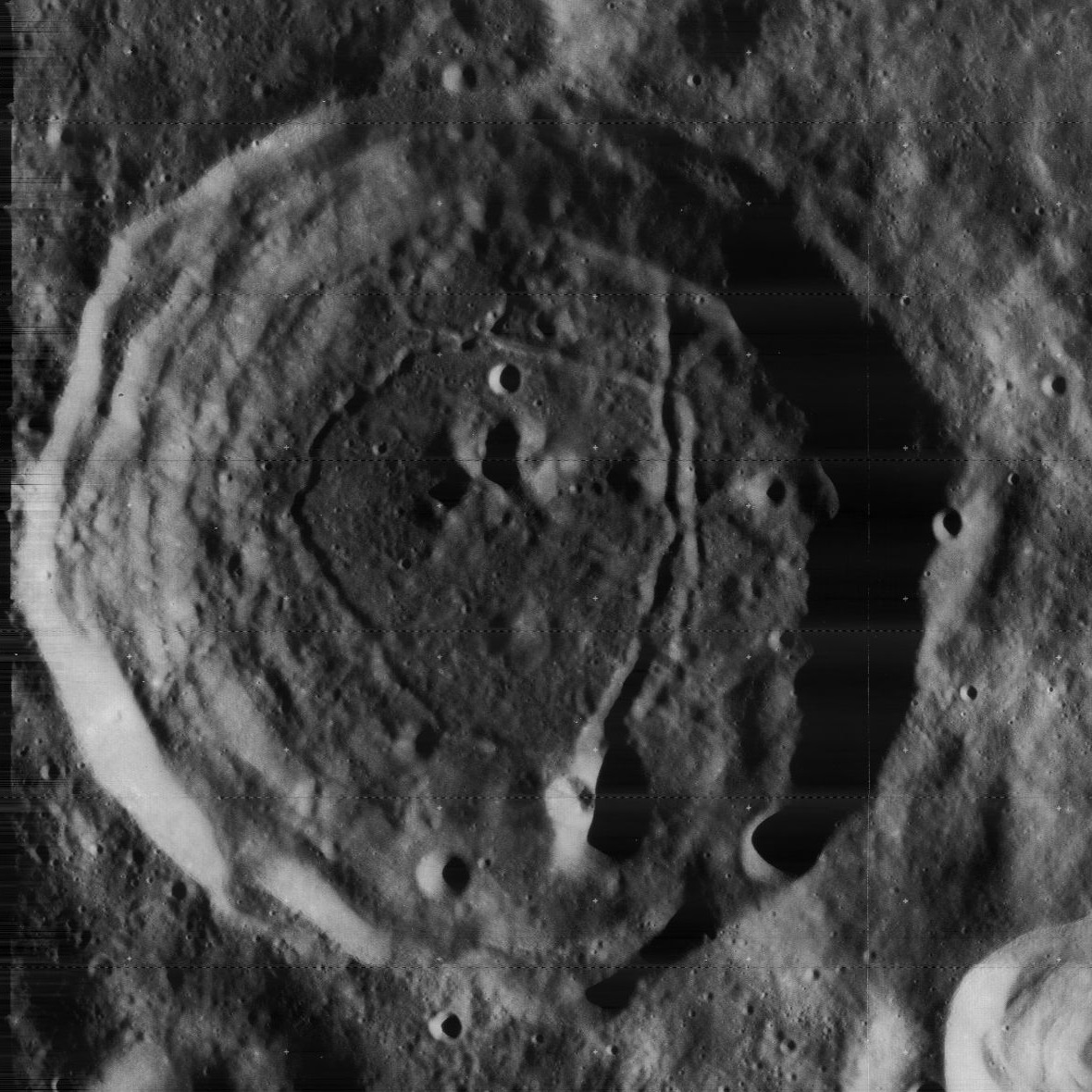
A cratera lunar Dalton.

Dalton é uma cratera lunar que está localizada próximo à parte ocidental da Lua, perto da lateral. É anexada à borda oriental da planície Einstein, com apenas a cratera Balboa situada ao norte e a cratera Vasco da Gama no sul. A borda da cratera não está em processo de erosão, e as paredes interiores são planas. O interior tem um sistema de chão plano que geralmente são concêntricos com a parede interna. Existe uma pequena cratera próximo ao sul da parede interna, e outra na face norte do pequeno pico central.